# Saharanpur
Saharanpur là một thành phố và là nơi đặt ban đô thị (municipal board) của quận Saharanpur thuộc bang Uttar Pradesh, Ấn Độ.

## Địa lý
Saharanpur có vị trí 29°58′B 77°33′Đ / 29,97°B 77,55°Đ Nó có độ cao trung bình là 269 mét (882 feet).

## Nhân khẩu
Theo điều tra dân số năm 2001 của Ấn Độ, Saharanpur có dân số 452.925 người. Phái nam chiếm 53% tổng số dân và phái nữ chiếm 47%. Saharanpur có tỷ lệ 64% biết đọc biết viết, cao hơn tỷ lệ trung bình toàn quốc là 59,5%: tỷ lệ cho phái nam là 67%, và tỷ lệ cho phái nữ là 60%. Tại Saharanpur, 14% dân số nhỏ hơn 6 tuổi.